# Данбаров број
Данбаров број је израз који се користи у социологији, а продразумева когнитивно ограничење у броју људи са којима појединац може да одржава друштвене односе. Ово су односи у којима појединац зна ко је особа и како је она повезана са другим особама. Данбаров број је први пут предложио британски антрополог Робин Данбар, који је пронашао везу између величине мозга примата и просечне величине друштвене групе. Користећи просечну величину мозга човека и екстраполирањем резултата примата, Робин је предложио да људи могу да одржавају 150 стабилних односа.
Заговорници тврде да број већи од овога обично захтева више рестриктивних правила, законе и норме да би одржале везу стабилном. Предложили су да број може да се креће између 100 и 250, али се обично употребљава као 150.
Данбаров број наводи број људи који особа познаје и са којима се дружи, и не укључује број људи које зна из виђења и са којима нема друштвене односе јер је тај број много већи и зависи од дугорочне величине меморије.
Данбар је дао теорију да "је ово ограничење директна функција релативне величине неокортекса и за узврат ограничава величину групе. Лимит наметнут од стране капацитета прераде неокортекса је једноставно број појединаца са којима могу да се одрже стабилни међулични односи. На периферији, број обухвата и бивше колеге, као и средњошколске пријатеље, са којима би нека особа желела да оствари контакт ако би се поново срели.

## Кругови познанства
Познато је да можемо разликовати пријатеље од познаника на основу начина на који их доживљавамо. Пријатељи су они са којима желимо да проводимо време, а познаници су они чија присутност представља више тренутну удобност. Међутим, изгледа да стварамо лепше слике тих односа у стварном животу. Оно што је можда још интересантније је да, ако се осврнемо на обрасце односа унутар група од 150 чланова, који представљају нашу друштвену околину, један број блиских кругова може да се идентификује. Најужа група састоји се од три до пет особа. Ова група као да представља мало језгро добрих пријатеља којима се обраћамо у невољи - за савет, утеху или позајмицу новца и помоћ. Изнад најуже групе налази се мало већа групација која се обично састоји од око десет људи. Након тога је нешто већи круг који има око тридесет људи. Бројеви који чине ове кругове познанства изгледа да немају правилну шему. Међутим, ако узмете у обзир да сваки следећи круг укључује све претходне кругове, појављује се јасан образац: формирају секвенцу која се сваким следећим кругом увећава за три пута (око пет, петнаест, педесет и сто педесет).
У ствари, постоје најмање још два круга изван већ наведених: постоји групација од око пет стотина, а друга од око хиљаду људи. Грчки филозоф Платон
чак је успео да уочи следећи слој у ком је идентификовао 5.300 чланова као идеалан број људи за демократију... Није сигурно шта све ови узастопни кругови представљају у стварном животу, и зашто са сваким следећим троструко увећавају величину, али је чињеница да ипак неки одговарају нама веома добро познатим групама. Група од дванаест до петнаест особа, на пример, већ дуго позната је социјалним психолозима као "саосећајна група" - њу чине сви они чија би вас евентуална смрт оставила избезумљенима. Оно што је занимљиво је да је ово уједно и типична величина тима у већини тимских спортова, броја чланова у пороти, броја апостола... Груписање педесет људи одговара типичном броју чланова ноћног кампа традиционалних ловаца-сакупљача као што су аустралијски Абориџини или Сан Бушмани из Јужне Африке. Хиљаду и петсто је просечна величина племена, које се обично дефинише као скуп људи који говоре истим језиком или користе исти дијалект. Чини се да је сваки од тих кругова познанства уредна мапа са два аспекта који показују како се односимо према наши пријатељима. Први аспект се односи на нашу комуникацију са њима - бар једном недељно када је у питању унутрашњи круг од пет чланова, најмање једном месечно за круг од њих петнаест и једном годишње за круг од 150 чланова. Други аспект се поклапа са осећајем блискости- највећу блискост осећамо према члановима групе од пет људи, али нешто хладније односе имамо са још десет људи који са претходнима чине следећи круг од петнаест. Како се кругови даље смењују, блискост се све више губи.
На основу реченог, постоји ограничење у броју људи са којима можемо бити блиски.
Мора постојати равнотежа у оквиру најужег круга, тако да ако нова особа долази у ваш живот, неко мора да пређе у следећи ниво.

## Истраживања у позадини
Приматолози су приметили да, због своје веома друштвене природе, примати морају да одржавају контакт са другим члановима своје друштвене групе, најчешће кроз друштвена четкања. Такве друштвене групе функционишу као заштитнички настројене групе у оквиру група у којима живе примати. Број чланова друштвене групе које примат може да прати изгледа да је ограничен по обиму неокортекса. Ово сугерише да постоји индекс спрецифичних врста одређене групе који је подложан рачунању на основу запремине неокортекса.
Године 1992, Данбар је искористио корелацију посматрања не-људских примата да предвиди величину друшвене групе за људе. Користећи регресију једначине на подацима за 38 родова примата, Данбар је предвидео да величина друштвене групе износи 148 веза тј. заокружено је на 150 друштвених веза. Резлултат је сматрао истражним због грешака у мерењу.
Данбар је затим упоредио ово предвиђање са видљивом величином групе за људе. Почевши са претпоставком да је садашња средња величина људског неокортекса развијена пре око 250.000 година, током плеистоцена, Данбар је претресао антрополошку и етнографску литературу за попис попут информација за различита ловац-сакупљач друштва, најближа приближност како је антропологија реконструисала друштва плеистоцена. Данбар је увидео да је група подељена на 3 категорије — малу, средњу и велику као што су бендови, културне лозе група и племена, са одговарајућим опсезима од 30-50, 100-200 и 500-2500 чланова.
Данбарова истраживања величине села и племена су се приближила предвиђеној вредности, укључујући 150 као процијењена величина неолитског пољопривредног села; 150 као тачка пуцања Хутеритских насеља; 200 као горња граница академика у дисциплини уже специјализације; 150 као величина јединице професионалних војника у римској антици и у модерним временима од 16. века.
Данбар је тврдио да ће 150 бити средња величина група само за заједнице са веома високим подстицајем да остану заједно. Да би група остала кохезива, Данбар очекује да би чак 42% времена групе морало бити посвећено друштвеном четкању. Сходно томе, само групе под јаким притиском преживљавања, као што су оне на селу, номадска племена и историјске војне групације, ће у просеку, постићи границу од 150 чланова. Штавише, Данбар је приметио да су такве групе готово увек физички близу: "можемо очекивати да горња граница величине групе зависи од степена друштвеног растурања у расутим друштвима, појединци ће се ређе састајати и на тај начин ће бити мање познати једни другима па величина групе треба да буде мања као последица". Дакле, група од 150-чланица ће доћи само због неопходности-због интензивних еколошких и економских притисака. Данбар у књизи "Grooming, Gossip and the Evolution of Language,, предлаже даље да језик може настати као "јефтино" средство друштвеног четкања, омогућавајући раним људима да ефикасно одржавају друштвене кохезије. Без језика, Данбар сматра да ће људи морати да потроше скоро пола свог времена на друштвено четкање, што би било скоро немогуће. Језик је омогућио друштву да остане кохезивно, смањујући потребу за физичком и друштвеном интимношћу.
Данбаров број је од тад постао интерес антрополога, еволуционарних психолога и пословним менаџерима. and communication networks (mobile phone).
На пример, програмери друштвених софтвера су заинтересовани за Данбаров број, јер треба да знају величину друштвених мрежа које њихов софтвер треба да узме у обзир; и у модерној војсци, оперативни психолози настоје да подаци подрже побољшавање кохезије и морала. Недавна студија је показала да Данбаров број важи за онлајн друштвене мреже и мреже комуникације (мобилни телефон).

## Алтернативни бројеви
Антрополог Х. Расел Бернар, Петер Киллвортх и сарадници су урадили низ теренских истраживања у САД и проценили да је средњи број веза, 290, што је двоструко више од Данбаровог броја. Бернард-Килвортх је проценио 231 број веза што је мало мање, али и даље знатно веће од процене Данбара. Бернард-Киллвортхова процена максималне вероватноће величине друштвене мреже особе се заснива на великом броју студија на терену користећи различите методе у различитим популацијама. То није студијски просек, већ поновљени налаз. Ипак, Бернар-Киллвортхов број није популаризован колико и Данбаров број.

## Популаризација
У раду из 1985. под називом "Psychology, Ideology, Utopia, & the Commons,, психолог Денис Фокс предложио је исти концепт као што се примењује у анархији, политици и трагедији добара.
Малком Гладвел говори о Данбаровом броју у својој популарној књизи "Прекретница,,.
Број је коришћен у студији виртуалних заједница и сајтовима друштвених мрежа као што је Фејсбук. (Dunbar himself did a study on Facebook in 2010) and MySpace.
Шведски порески орган планира да реорганизује своје функције у 2007. години са максимално 150 запослених по канцеларији, позивајући се на Данбарова истраживања.
У роману "Ова књига је пуна паукова", лик Маркони објашњава Давиду утицај Данбаровог броја на људско друштво.